# Ángel García Aburto
Ángel García Aburto Maza (Ixtacuixtla, Tlaxcala, septiembre de 1881 - Nogales, Sonora, 24 de septiembre de 1943) fue un educador y pedagogo mexicano. Fungió como maestro en varias instituciones educativas del Estado de Sonora, en México, además de ser Director de Educación Pública.

## Biografía
Nació en septiembre de 1881 en Ixtacuixtla, Tlaxcala, México; siendo hijo del matrimonio conformado por Ángel García y Juana de Maza, ambos originarios de Ixtacuixtla.
Llega al puerto de Guaymas en 1906 y se desempeñó como instuctor de educación pública. Permaneció en esa ciudad hasta 1908, cuando es empleado como profesor de instrucción primaria en Arizpe, Sonora, mismo año en el que contrae matrimonio con María Duarte.
En octubre de 1914 contrae matrimonio por segunda ocasión en Guaymas, esta vez con Paula Valdez, ya que había enviudado de su primera esposa en enero de ese mismo año.
Para 1919 cambia su residencia a Magdalena, Sonora donde ayuda a fortalecer las bases de la escuela primaria pública.
Entre los años 1923 y 1925, durante el periodo de Alejo Bay como gobernador de Sonora, fue designado como director de Educación Pública, siendo su sucesor el profesor Benjamín Muñoz.
En 1926 se establece de nueva cuenta en el puerto de Guaymas, Sonora, donde además de desempeñarse como maestro, ayudó a formar el primer equipo de beisbol femenil de México, entidad deportiva donde se desempeñó como director.
Murió el 24 de septiembre de 1943 en la ciudad de Nogales, Sonora, a causa de una hemorragia cerebral.
Existe una escuela primaria que lleva su nombre, la cual se encuentra ubicada en la localidad Cruz de Piedra, municipio de Empalme, Sonora. Asimismo, una avenida de la ciudad de Hermosillo, Sonora fue denominada con su nombre.